# ثوم شوبرتي
الثوم الشوبرتي (باللاتينية: Allium schuberti) نوع نباتي عشبي يتبع جنس الثوم من الفصيلة الثومية. سمي نسبة إلى عالم النبات شوبرت.

## الموئل والانتشار
ينتشر في بلاد الشام والمغرب العربي وتركيا.